# Нојенхаус
Нојенхаус (њем. Neuenhaus) град је у њемачкој савезној држави Доња Саксонија. Једно је од 26 општинских средишта округа Графшафт Бентхајм. Према процјени из 2010. у граду је живјело 9.849 становника. Посједује регионалну шифру (AGS) 3456014.

## Географски и демографски подаци
Нојенхаус се налази у савезној држави Доња Саксонија у округу Графшафт Бентхајм. Град се налази на надморској висини од 17 метара. Површина општине износи 31,3 km². У самом граду је, према процјени из 2010. године, живјело 9.849 становника. Просјечна густина становништва износи 314 становника/km².

## Међународна сарадња
| Мјесто   | Држава    | Врста сарадње | Од    |
| -------- | --------- | ------------- | ----- |
| Зелов    | Пољска    | пријатељство  | 1993. |
| Отмарсум | Холандија | контакт       | 2000. |
| Денекамп | Холандија | контакт       | 2000. |
|          | Француска | партнерство   | 1990. |
| Извор    |           |               |       |